# Al Farouk
Die Al Farouk ist ein Minenjagdboot der Osprey-Klasse der ägyptischen Marine, das seit 2007 in Dienst steht. Vorher stand das Boot von 1998 bis 2007 als Raven im Dienst der US-amerikanischen Marine.

## Geschichte
Der Bauauftrag für die spätere Al Farouk wurde als USS Raven (MHC-61) am 31. März 1993 als elfte Einheit der Osprey-Klasse, der US-amerikanischen Marine vergeben. Das Schiff wurde am 1. April 1995 bei der Werft Intermarine auf Kiel gelegt. Der Stapellauf erfolgte am 28. September 1996  und die Indienststellung am 5. September 1998, unter dem Kommando von Lieutenant-Commander Samuel Charles-Henry Howard.
Die Raven war ursprünglich an der Naval Station Ingleside in Ingleside (Texas) stationiert, 2000 wurde sie dann nach Manama (Bahrain) verlegt. Im Januar 2007 wurde sie gemäß dem Naval Vessels Transfer Act von 2005 (P.L. 109–134) an die ägyptische Marine übergeben.